# Khaled Alesmael
Khaled Alesmael, född 1979 i Syrien, är en syrisk-svensk författare och journalist. Alesmael debuterade 2018 med romanen Selamlik, i översättning av Anna Jansson. År 2020 mottog han Sveriges Radios novellpris för radionovellen ”En tygväska med Damaskustryck”, även den i översättning av Jansson. Som journalist har Alesmael bland annat arbetat för tidskriften Ottar och Sveriges Televisions Uppdrag granskning.